# Вигеланд парк
Вигеланд парк или Фрогнер парк је парк у Ослу. Добио је име по чувеном норвешком вајару Густаву Вигеланду. Састоји се од скулптура које је вајао током свог живота, када је умро Норвежани су направили парк, у његову успомену. Парк је инспирисан скулптурама из дјелова живота, од рођења па до смрти. У средини парка налази се скулптура висока око 17m, на којој су приказани људи како се држе за руке. Остатак парка је украшен цвијећем.